# 埃尔默·博斯特
埃尔默·霍姆斯·博斯特（英語：Elmer Holmes Bobst；1884年—1978年），是美国制药行业的商人和慈善家，是美国第37任总统理查德·尼克松的好友。1884年，埃尔默·博斯特出生于美国宾夕法尼亚州，他最初的梦想是成为医生，但最后进入制药行业。1978年，博斯特病逝。
博斯特具有一定反犹主义倾向。